# Xã Bartholomew, Quận Drew, Arkansas
Xã Bartholomew (tiếng Anh: Bartholomew Township) là một xã thuộc quận Drew, tiểu bang Arkansas, Hoa Kỳ. Năm 2010, dân số của xã này là 168 người.